# Anne Sander (política)
Anne Sander (nascida em 1 de outubro de 1973) é uma política francesa dos Republicanos que é deputada ao Parlamento Europeu desde 2014 e um dos cinco Questores do Parlamento Europeu desde 2019.

## Início de vida
Sander nasceu no dia 1 de outubro de 1973 em Haguenau, uma pequena cidade no nordeste da França.

## Carreira política
Desde as eleições europeias de 2014, Sander é membro do Parlamento Europeu (MEP) pelos Republicanos, no Grupo do Partido Popular Europeu.
Além das suas atribuições nas comissões, Sander é membro da delegação do parlamento para as relações com os países do EEE e a Suíça, bem como do Intergrupo URBAN.
Após as eleições de 2019, Sander tornou-se na primeira questor do Parlamento Europeu por dois anos e meio. O seu papel como primeira questora tornou-a parte da liderança do Parlamento sob o presidente David Sassoli. Nessa qualidade, integrou a comissão que investigou o caso de Mónica Semedo, a primeira deputada do Parlamento Europeu a ser suspensa das suas actividades parlamentares por alegações de “assédio psicológico”.

## Posições políticas
Nas primárias presidenciais dos republicanos de 2016, Sander endossou Bruno Le Maire como o candidato do partido ao cargo de presidente da França. Na eleição para a liderança do partido em 2017, ela mais tarde apoiou Laurent Wauquiez.